# Nino Caricato
Antonio Caricato, detto Nino (Bari, 20 maggio 1951), è un allenatore di hockey su pista ed ex hockeista su pista italiano.

## Palmarès

### Club

#### Competizioni nazionali
- Campionato italiano: 1

AFP Giovinazzo: 1979-1980
- Coppa Italia: 1

Hockey Club Monza: 1983-1984

#### Competizioni internazionali
- Coppa delle Coppe: 1

AFP Giovinazzo: 1979-1980